# Stefan Wurster

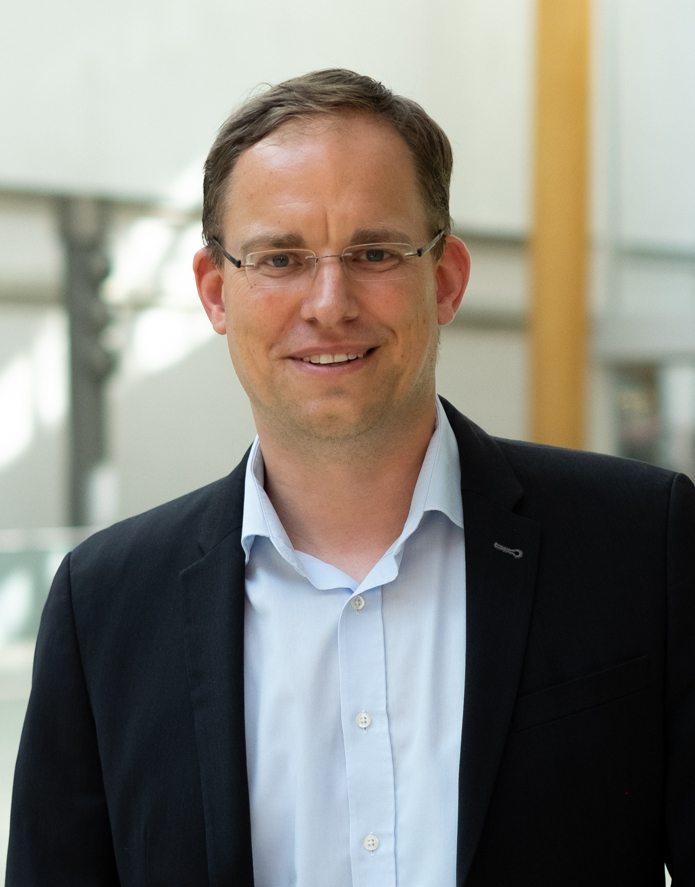
Stefan Wurster (2023)

Stefan Wurster (* 16. Januar 1980) ist ein deutscher Politikwissenschaftler und Hochschullehrer. Er ist Professor für Policy Analysis an der Hochschule für Politik München an der Technischen Universität München und Mitglied der TUM School of Social Sciences and Technology.

## Leben und Wirken
Nach dem Studium der Politikwissenschaft, der Mittleren und Neueren Geschichte sowie des Öffentlichen Rechts an der Ruprecht-Karls-Universität Heidelberg wurde Wurster in Heidelberg von 2005 bis 2010 bei Manfred G. Schmidt zum Thema „Zukunftsvorsorge in Deutschland“ promoviert. Von 2009 bis 2015 war er wissenschaftlicher Mitarbeiter am Institut für Politische Wissenschaft Heidelberg und koordinierte dort von 2012 bis 2015 das Promotionskolleg Politikperformanz autokratischer und demokratischer Regime.
2010 begann er sein Habilitationsprojekt zum Thema „Zukunftsfähigkeit und Regimetyp“ (mit Zwischenevaluation 2013). 2015 wurde er auf eine Juniorprofessur für Politikwissenschaft (Schwerpunkt Politikfeldstudien/Policy-Studies) an die Universität Trier berufen. Seit 2016 ist Wurster Assistant Professor für Policy Analysis an der Hochschule für Politik München. Seit 2024 ist Wurster Associate Professor.
Des Weiteren ist er seit 2017 Mitglied der TUM School of Governance. Er arbeitete von 2013 bis 2016 als Projektverantwortlicher für das interdisziplinäre Forschungsprojekt „Ergebnisse des Lokalen-Agenda-21-Prozesses“ in Heidelberg und des Anschlussprojekts „Determinanten Lokaler-Agenda-21-Prozesse zu Fragen nachhaltiger Politikgestaltung auf der lokalen Ebene“.
Er publizierte zahlreiche peer-reviewte Zeitschriftenartikel, eine Monografie sowie mehrere Bücher und Sonderhefte als Herausgeber. Er veröffentlichte unter anderem in Zeitschriften wie Contemporary Politics, Energy Policy, Global Policy, Sustainability, Swiss Political Science Review, Zeitschrift für Vergleichende Politikwissenschaft, Der moderne staat, Zeitschrift für Politik, Politische Vierteljahresschrift.
In den Medien äußerte sich Wurster unter anderem zur Entwicklung des deutschen und bayrischen Parteiensystems.

## Forschungsschwerpunkte
Wursters Forschungsschwerpunkte sind Politikfeldanalysen in Politikfeldern mit Nachhaltigkeitsbezug, Demokratie-Autokratie-Vergleiche, Entwicklung von Parteiensystemen sowie Führungsstrukturen in der Energie-, Innovations-, Forschungs- und Umweltpolitik.

## Publikationen (Auswahl)
- mit Felix Hörisch: Kiwi im Südwesten – Eine Bilanz der zweiten Landesregierung Kretschmann 2016–2021. Springer VS, Wiesbaden. https://link.springer.com/book/10.1007/978-3-658-34991-2
- Zukunftsvorsorge in Deutschland. Ein Vergleich der Bildungs-, Forschungs-, Umwelt- und Energiepolitik,  Nomos, Baden-Baden, 2010, ISBN 978-3-8329-5526-7
- mit Felix Hörisch: Das grün-rote Experiment in Baden-Württemberg. Eine Bilanz der Landesregierung Kretschmann 2011–2016, Springer VS, Wiesbaden, 2017, ISBN 978-3-658-14868-3
- mit Jörg Radtke, Weert Canzler, Miranda Schreurs: Energiewende in Zeiten populistischer Bewegungen, Springer VS, Wiesbaden, 2019, ISBN 978-3-658-26103-0.